# セシリー・フェアチャイルド
- 機動戦士ガンダムF91 > 機動戦士ガンダムF91の登場人物 > セシリー・フェアチャイルド
- 機動戦士クロスボーン・ガンダム > セシリー・フェアチャイルド

セシリー・フェアチャイルド (Cecily Fairchild)は、アニメーション映画『機動戦士ガンダムF91』および漫画『機動戦士クロスボーン・ガンダム』シリーズに登場する架空の人物。本名はベラ・ロナ (Berah Ronah)。年齢は『F91』では17歳、『クロスボーン・ガンダム』では28歳。担当声優は冬馬由美。

## デザイン
キャラクターデザインは、『F91』のキャラクター全般を担当した安彦良和による。初稿では「人が魅入られる悪魔的なヒロイン」、いわゆる「魔性の女」をイメージして描いたが、総監督の富野由悠季に「これは違う」と言われ、優しい可憐な女の子として描き直された。
『F91』劇中では髪は明るいオレンジ色だが、ほかのキャラクターと異なり髪の線画も黒ではなく髪色より濃いオレンジ色で描かれている（暗い場所での描写を除く）。
初期設定における名前は「セシル・フェアチャイルド」であった。また本名も「ベラ・ロマ」であったが、「偉大なローマ帝国」という意味になってしまうため、富野のブレーンのひとりであるアメリカ人によって「ロナ」が提案され、採用された。

## 劇中での活躍
クロスボーン・バンガード侵攻まで（小説版『機動戦士ガンダムF91』）
宇宙世紀0106年、複合企業体ブッホ・コンツェルンを経営するマイッツァー・ロナの娘ナディアと、婿養子カロッゾの間に生まれる。
0113年（7歳のとき）、マイッツァーの掲げるコスモ貴族主義に反発したナディアに連れられブッホ・コロニーを出奔、ナディアはシオ・フェアチャイルドとサイド3に駆け落ちする。ナディアは過去を忘れるために、ベラにセシリーという新しい名前を付ける。セシリーはただ優しいシオに懐き、「父さん」と呼ぶ。祖父であるマイッツァーはベラを捜索してすぐに連れ戻すことはせず、本当によい資質をもっているならば、どんな環境であってもそれは開花するだろうということに賭ける。0117年（11歳のとき）に一家はサイド4のコロニー「フロンティアIV」に移住し、シオはパン屋を開業する。
中学校に通い始めると、学内でも一躍人気者になるほどの美貌と才能を発揮。スポーツ万能で歌やダンスも秀逸、成績も全学2位をキープ。しかし絵画はからきし駄目で、学校の「七不思議」のひとつとまで言われる。この頃に母のナディアは姿を消し、シオとふたり暮らしになるが、漫画『機動戦士ガンダムF91プリクエル』によれば、ナディアの失踪は宇宙世紀0119年の中学校の入学式直前とされる。また、『F91プリクエル』では同年にシオとフロンティアIV内を歩いている際にハロと戯れるリィズ・アノーを見て微笑むが、このときにリィズの兄であるシーブック・アノーもいるものの、まだ面識はなくすれ違っている。しかし、セシリーは無意識にその背中を目で追う。シオの台詞から、この頃にはパン屋の店番をしていることが語られる。
ハイスクール（フロンティア総合学園）では普通科を専攻。「クイーン」のあだ名で呼ばれ、弁論部と演劇部に入って半年もせずにトリの弁論と主役を務め、チアガールの次期チーフにも目される。演劇の稽古で帰りが遅くなった際、駐輪場で怪しい複数の人影に気付き声を荒げるが、偶然居合わせたシーブックがもっていた鉄パイプをわざと落として音を立てることで人影は退散する。シーブックに家まで送ってもらい、「工科にも、いい生徒がいるんだ」とつぶやく。
コスモ・バビロニア建国戦争期（『機動戦士ガンダムF91』）
宇宙世紀0123年3月16日、ハイスクールの学園祭でミス・コンテスト「ミス・カントリーサイド」にノミネートされ優勝する。しかし、裏で賭けの対象にされていることを嫌いスピーチで優勝辞退を宣言する。同時にフロンティアIVがクロスボーン・バンガードのモビルスーツ (MS) の襲撃を受け、シーブックらハイスクールの同級生たちとともにガンタンクR-44に乗って逃避する。その際にときどき耳鳴りのようなものを感じるが、それはシオに着けるよう渡された発振機内蔵のイヤリングからであった。
スペース・ボートの発着場に着いた直後、聞こえた爆発音が気になってひとりで道を戻ったところにシオが現れ、銃を向けられ威嚇射撃までされて引き留められる。そのうちに一歳年上の異母兄であるドレル・ロナが率いるMS小隊が迎えにあらわれる。昔の記憶をいくつか思い出し、戸惑いながらもドレルが操縦するベルガ・ダラスの手のひらにみずから乗り、クロスボーン・バンガードに制圧され拠点となった迎賓館に連れて行かれる。
迎賓館でマイッツァーと10年ぶりに再会。呼び戻されたのは、コスモ・バビロニア建設完了まで「女王」、すなわち大衆の心をつかむ「アイドル」になってもらうためであると聞かされる。はじめは辞退するも、「一人では生きられないし、覚悟もつかない」と自ら髪を切り（マイッツァーには「ロナ家の者に徹するには、まだ修行が必要と思った」「これが伸びた暁には、コスモ・バビロニアを継ぐ身でありたい」と説明）、直後に部屋に侵入して来たシーブックには「今さら遅いのよ」と告げる（シーブックを逃がすために芝居を打ったともいわれる）。
ザビーネ・シャルからMSの操縦訓練を受け（デナン・ゲーに搭乗）、3月30日のフロンティアI侵攻では新型MSビギナ・ギナを与えられ、ザビーネ大隊とともに出撃し初陣を飾る。すぐに編隊を組めるベラを見て、ザビーネは「ニュータイプというものを信じたくなった」と独白する。フロンティアI内部でガンダムF91と交戦するが、接触回線で聞こえる「息遣い」からパイロットがシーブックであることを察知する。シーブックに「どうしたらいい？」と問い、シーブックとともに連邦の練習艦スペース・アークに投降する。ビルギット・ピリヨ以外のクルーが何も言わずに受け入れてくれたこともあり、引き続きビギナ・ギナで出撃する。バグをコントロールしているガル・ブラウ（戦艦ザムス・ガルの艦首部分）を、大破したMSの核融合炉を利用して撃沈。F91とともに父である鉄仮面の乗るラフレシアと交戦するが、生身でも宇宙空間で行動できる鉄仮面にコックピット・ハッチをこじ開けられ、ノーマルスーツのまま宇宙へ放り出される。その後、ラフレシアを撃破したシーブックによって救出される。なおF91の戦闘中に、無人のビギナ・ギナの核融合炉を狙撃すればラフレシアにダメージを与えられることを、何らかの形でシーブックに伝えている。
小説版ではシーブックが部屋に侵入することはなく、フロンティアIVの政庁前で催された式典で、群衆の中に死んだと思っていたシーブックを発見したことが、ロナ家の人間にならなければならないという「思い込み」を覆すきっかけとなっている。フロンティアI侵攻ではデナン・タイプに搭乗するが、バグに両手を破壊されコックピット・コアを射出して脱出。コアは近くにいたF91に回収され、接触回線でパイロットがシーブックであると分かり、F91のコックピットに移乗しシーブックの前に密着する形でシートに座る。F91はそのままラフレシアとの戦闘となり撃破、その際に2人分の加速度をまともに受けて昏倒したシーブックを介抱しながら仲間の救助を待つ。
木星戦役期（『機動戦士クロスボーン・ガンダム』）
その後もベラ・ロナを名乗っており、髪型もショートカットのままである。演説で「人は平等である」と貴族主義を否定したことにより、コスモ・バビロニアの組織は分裂する。
0120年代末、木星帝国の地球侵攻の野望を知り、みずからふたたびクロスボーン・バンガードを組織、旗艦マザー・バンガードの艦長としてゲリラ戦を繰り返す。ガンダムシリーズの台詞を喋るオウムを飼っており、肩に乗せていることが多い。なお、この頃からシーブックはキンケドゥ・ナウという偽名を名乗り、ベラを支えている。
0133年、新生クロスボーン・バンガードはついに地球侵攻を開始した木星帝国を追撃して地球圏に舞い戻るが、ベラの従妹シェリンドン・ロナの策により連邦軍との交戦を余儀なくされる。しかし、トビア・アロナクスやキンケドゥの活躍により、木星帝国総統クラックス・ドゥガチの野望に終止符を打つ。戦役終結後は再びセシリー・フェアチャイルドの名に戻し、同じく名前を戻したシーブックの手を取って地球の緑の中へと消える。
その後シーブックと結婚、一児の母となり、パン屋を営んでいることが続編の『機動戦士クロスボーン・ガンダム スカルハート』で明かされている。さらにその続編である『鋼鉄の7人』では二児の母となっている。
ザンスカール戦争期（『機動戦士クロスボーン・ガンダム ゴースト』）
0153年、暮らしている町が戦火に巻き込まれ、夫シーブックやほかの住民とともにスタジアムに避難している。成長した2人の息子はリガ・ミリティアに志願すると言って家を出ている。シーブックは避難民に配るパンを作るため、たまに自分たちのパン屋に戻っている。避難所にもザンスカール帝国軍「ベスパ」の襲撃がおよぶが、シーブックが成り行きから搭乗するクロスボーン・ガンダムX-0によって殲滅される。なお『クロスボーン・ガンダム』と同様に、肩にオウムを乗せている。

## 評価
『愛と戦いのロボット 完全保存版』で発表されたアンケート「みんなで選ぶロボットアニメーションベスト100」では、「一番お気に入りのヒロインは？」で第68位にランクインした。